# Йенидоган (квартал в Газиосманпаша)
„Йенидоган“ (на турски: Yenidoğan) е квартал на Истанбул, разположен в околия Газиосманпаша. Общата му площ е 0,32 км2. Според данни на Адресната система за регистриране на населението (ABPRS) към 2023 г. населението на „Йенидоган“ е 7659 жители.